# پی‌اچ ۷۵
پی‌اچ ۷۵ (به انگلیسی: PH 75) یک کشتی است که طول آن 208 m می‌باشد.